# 郭明政
郭明政（1956年1月6日—）中華民國社會法學者，國立政治大學法律學系退休教授。曾任國立政治大學校長、政大法學院院長、開南大學人文社會學院院長、國家年金改革委員會委員等職，畢業於國立政治大學法律學系學士、碩士，德國慕尼黑大學法學博士。

## 國家年金改革委員會

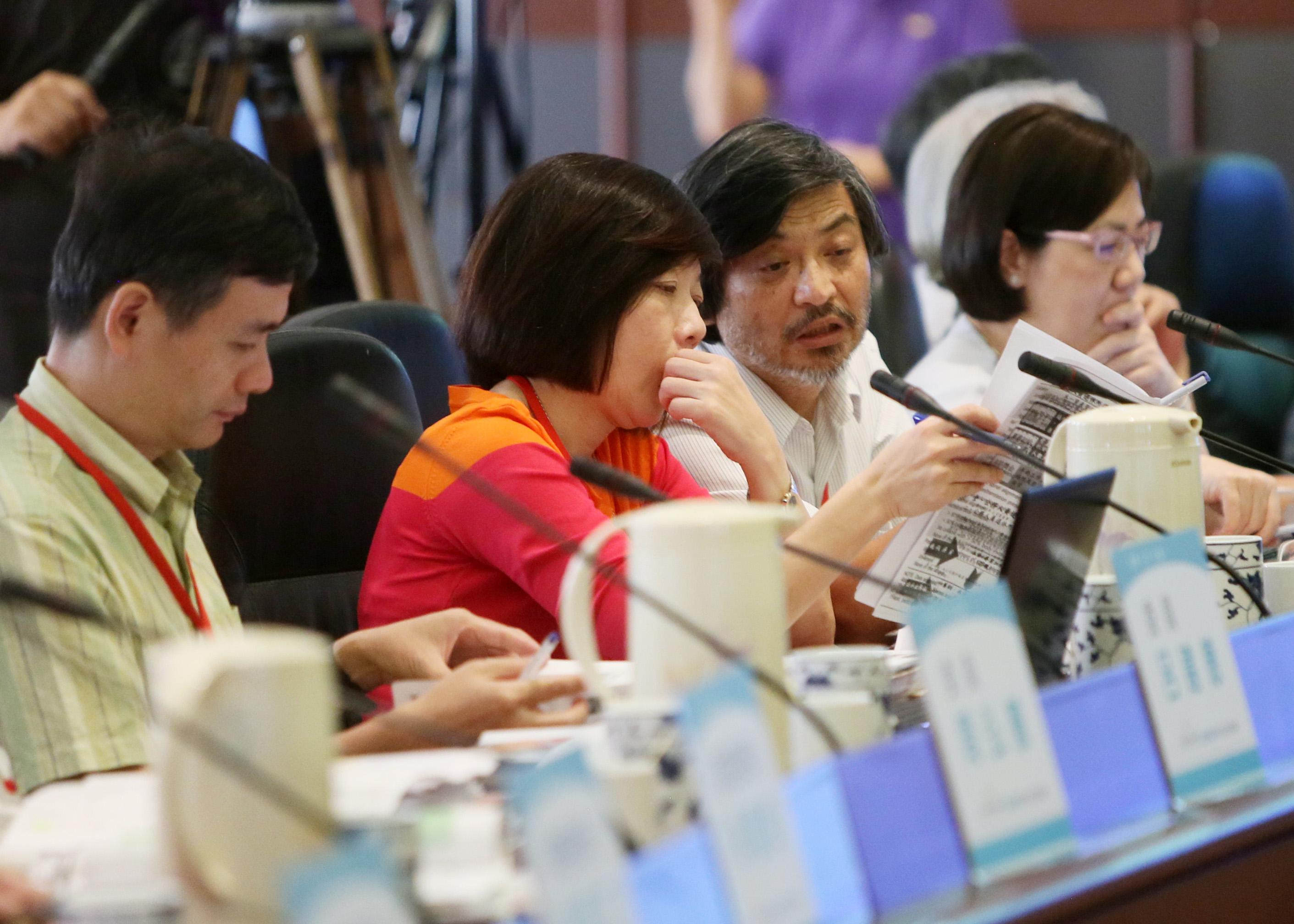
郭明政於國家年金改革委員會委員會議

2016年6月8日任職國家年金改革委員會委員，其立場認為勞工保險基金現行沒有破產的危機。而中華民國年金式保險，為符合麥肯羅定律。亦即，所有的社會支出必定來自於當期的國民所得，就國民經濟而言，只有隨收隨付制度(Pay-As-You-Go)制度。且政府不應實施強制性個人帳戶，亦不應將社會保險私人化。

## 政大校長

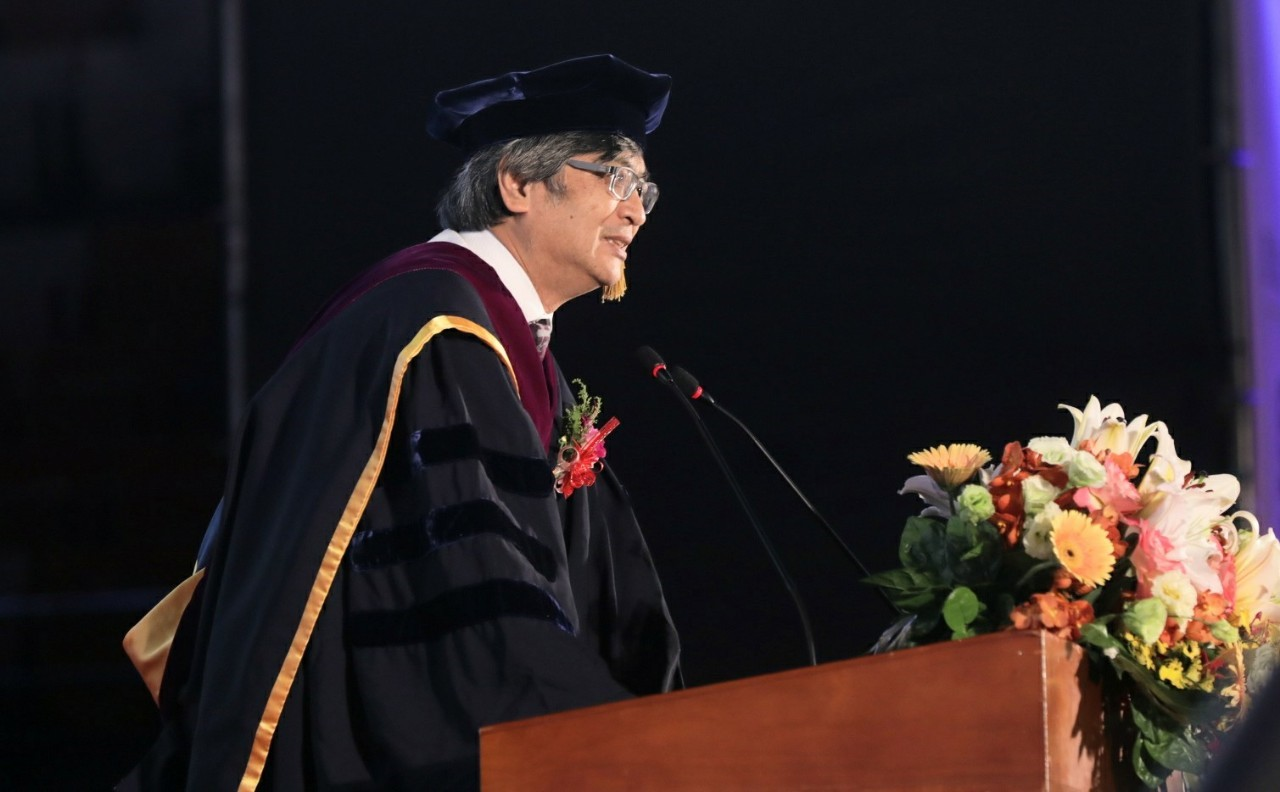
郭明政校長於政大畢業典禮致詞

2018年7月22日，獲國立政治大學校長遴選委員會通過為新任校長當選人，於2018年11月16日就任。2022年郭宣布不再連任，並於8月1日榮退。

## 争议
郭明政曾在2020年8月3日的一场演讲中批评台湾人把小孩送到北京的北京大学和清华大学是“头壳坏去”。中国大陆前年的自由民主法治12分，去年11分今年10分，你怎么会把小孩送到一个很落后的地方？政大绝对是华人社会，在人文社会科学上第一名的国家”（原文如此）。

## 外部連結
- 總統府國家年金改革委員會-委員名單 （页面存档备份，存于）

| 教育職務      | 教育職務                                                | 教育職務 |
| ------------- | ------------------------------------------------------- | -------- |
| 國立政治大學  |                                                         |          |
| 前任： 周行一 | 國立政治大學校長 第十四任 2018年11月16日－2022年7月31日 | 李蔡彥   |